# Павел Эгинский
Павел Эгинский  (ок. 625—690) — известный греческий хирург и акушер VII века, практиковал в Александрии. Его объемное сочинение «Памятные записи (ὑπομνήματα)», также известное, как  «Медицинский сборник» (изд. в Венеции в 1528 г. и Базеле 1538 г. в латинском переводе; англ. перев. Адамса изд. в Лондоне, 1845) представляет собой полный очерк медицины того времени и даёт в главах о внутренних болезнях извлечения из сочинений Галена, Аэтия и Орибасия, а в хирургической части заключает много самостоятельных наблюдений. Его «Хирургия» легла в основу сочинения арабского врача Абу-ль-Касим аз-Захрави.

## Сочинения
- Johan Ludvig Heiberg (éd.), Paulus Ægineta. Libri I-IV, 1921, Libri V-VII, 1924, Corpus medicorum Græcorum, Teubner, Leipzig.